# Periegeta
Il periegèta (dal greco antico περιηγητής, sostantivo derivato da περιηγέομαι?, "condurre intorno") presso gli antichi greci era la persona incaricata di guidare i forestieri nella visita di templi e monumenti.
La parola è stata poi usata come epiteto e per indicare l'autore di una periegèsi (dal greco antico: Περιήγησις?), cioè quel filone storiografico, soprattutto di epoca ellenistica, che intorno a un itinerario geografico raccoglie notizie storiche su popoli, persone e località, verificate, per quanto possibile, dall'esperienza diretta.

## Letteratura periegetica
Iniziatore del genere letterario può essere considerato lo storiografo e geografo greco Ecateo di Mileto, di cui rimangono pochi frammenti, ma che ebbe una grande importanza per la tradizione storiografica e geografica successiva. Ma l'esempio di Ecateo fu seguito da notevoli altri autori, tra cui il più noto è Pausania il Periegeta con la sua Periegesi della Grecia (Ἑλλάδος περιήγησις).
Altri autori periegetici furono Polemone di Atene, di epoca ellenistica (II secolo a.C.) e Dionigi il Periegeta, di età adrianea, la cui opera, molto popolare, fu in seguito tradotta in latino da Avieno. Si possono considerare comprensive di una sezione di periegesi le Mirabilia del XII secolo, come la Mirabilia Urbis Romae di Benedetto, il canonico di San Pietro.
Non è considerata periegetica la Geografia di Strabone, per alcuni versi accostabile al genere.